# Tristan Keuris
Tristan Keuris (Amersfoort, 3 oktober 1946 – Amsterdam, 15 december 1996) was een Nederlandse componist en muziekpedagoog.

## Levensloop
Keuris kreeg zijn eerste muziekles (muziektheorie en compositie) aan de Muziekschool van Amersfoort bij Jan van Vlijmen. Hij studeerde van 1962 tot 1969 compositie bij Ton de Leeuw aan het Utrechts Conservatorium.
Vanaf 1974 was hij als docent verbonden aan het Conservatorium in Groningen. In 1977 werd hij docent aan het Conservatorium van Hilversum, een functie die hij in 1984 verwisselde voor een docentschap aan het conservatorium van Utrecht. In datzelfde jaar gaf hij in Kristiansand in Noorwegen ook masterclasses wat hij in 1988 ook in Manchester deed. Vanaf 1992 tot aan zijn dood was hij als docent muziektheorie en compositie verbonden aan het toenmalige Hilversums Conservatorium.
In 1975 ontving hij de Matthijs Vermeulenprijs voor zijn werk Sinfonia en dat maakte hem international bekend. Na het succes van de Sinfonia kreeg hij regelmatig opdrachten van bijvoorbeeld het Houston Symphony Orchestra, de orkesten van de BBC, het Koninklijk Concertgebouworkest en het Orchestra Sinfonica dell'Emilia-Romagna.
In november 2009 verschenen in een box van 12 cd's en een dvd zijn Complete Works. Naar hem zijn een componistenwedstrijd en een kamermuziekwedstrijd voor scholen vernoemd, het Keuris Componisten Concours en het Tristan Keuris Kamermuziekconcours.

## Composities

### Werken voor orkest
- 1971: - Concert, voor altsaxofoon en orkest - opgedragen aan Ed Bogaard
- 1972-1974: - Sinfonia, voor orkest
- 1974-1976: - Serenade, voor hobo en orkest
- 1979-1980: - Concert, voor piano en orkest
- 1981: - Movements, voor orkest
- 1983: - Zeven stukken, voor basklarinet en kamerorkest
- 1984: - Concert nr. 1, voor viool en orkest
- 1985: - Variaties, voor strijkorkest
- 1987: - Aria, voor dwarsfluit en orkest (voor muziek concours Scheveningen)
- 1987: - Concerto, voor saxofoonkwartet en orkest
- 1987: - Symphonic Transformations
- 1989: - Three Sonnets, voor altsaxofoon en orkest
- 1991: - Antologia, voor orkest
- 1992-1993: - Concerto, voor orgel en orkest
  1. Recitativo
  2. Capriccio
  3. Intermezzo e toccata
  4. Recitativo
- 1993-1994: - Three Preludes, voor orkest
- 1995: - Concert nr. 2, voor viool en orkest
- 1994-1995: - Symfonie in D
- 1995: - Arcade - Six more Preludes, voor orkest
  1. Aureole
  2. Campanile
  3. Colonnade
  4. Arabesques
  5. Cenotaph
  6. Cornice

### Werken voor harmonieorkest
- 1988: - Catena - refrains and variations, voor harmonieorkest

### Vocale muziek
- 1987-1988: - To Brooklyn Bridge, voor gemengd koor (24 stemmen) en instrumentaal ensemble (piccoloklarinet, 2 klarinetten, basklarinet, 4 saxofoons, 2 piano's, 2 harpen en 3 contrabassen)
- 1989: - Three Michelangelo Songs, voor mezzosopraan en orkest - tekst: Michelangelo Buonarroti
- 1990: - L'infinito, voor vocaal kwintet (sopraan, mezzosopraan, alt, tenor, bas) en 17 instrumenten (2 dwarsfluiten, hobo, 2 klarinetten, fagot, hoorn, trompet, 2 slagwerkers, harp, piano/celesta, 2 violen, altviool, cello en contrabas) - tekst: Giacomo Leopardi
- 1992-1993: - Laudi - A Symphony, zangcyclus voor mezzosopraan, bariton, twee gemengde koren en orkest - tekst: Gabriele d'Annunzio
  1. Introduzione ; La sera fiesolana ; L'orma
  2. Terra, vale!
  3. Tristezza ; Implorazione
  4. I pastori

### Kamermuziek
- 1968: - Play, voor klarinet en piano
- 1970: - Saxofoonkwartet
- 1973: - Muziek, voor klarinet, viool en piano
- 1972-1973: - Concertante muziek, voor 9 instrumenten (klarinet, hoorn, fagot, piano, 2 violen, altviool, cello en contrabas)
- 1976-1977; rev.1979: - Concertino, voor basklarinet en strijkkwartet
- 1977: - Sonate, voor viool en piano, opgedragen aan Emmy Verhey en Carlos Moerdijk
- 1978: - Capriccio, voor 12 blazers en contrabas
- 1980: - Acht Miniaturen, voor zes spelers (klarinet, mandoline, gitaar, marimba, altviool en contrabas)
- 1982: - Divertimento, voor viool, blaaskwintet, piano en contrabas
- 1983: - Klarinetkwartet
- 1982: - Strijkkwartet nr. 1
- 1984: - Trio, voor viool, cello en piano
- 1985: - Aria voor fluit en piano "Historia forestis" (premiere Wageningen 27 november 1985)
- 1985: - Strijkkwartet nr. 2
- 1986: - Muziek, voor saxofoons
- 1988: - Aria, voor dwarsfluit en piano (pianoversie voor Scheveningen muziekconcours 1988)
- 1988-1989: - Intermezzi, voor 9 blaasinstrumenten (dwarsfluit, 2 klarinetten, 2 hobo's, 2 fagotten, 2 hoorns)
- 1994: - Sestetto d'archi, voor 3 violen, 2 altviolen en cello

### Werken voor piano
- 1970: - Sonate
- 1976: - Fingerprints

### Werken voor dwarsfluit
- 1976: - Fantasia

### Werken voor klarinet
- 1990-1991: - Canzone